# Jan Louis
Jan Louis (* 1959) ist ein deutscher theoretischer Physiker, der sich mit Stringtheorie befasst.
Louis studierte von 1979 bis zum Diplom 1985 Physik an der Universität Karlsruhe und danach an der University of Pennsylvania, an der er 1988 promoviert wurde. Als Post-Doktorand war er bis 1991 am SLAC in Stanford, 1991 bis 1993 am CERN in Genf und 1993 bis 1996 als Heisenberg-Stipendiat an der Ludwig-Maximilians-Universität München, an der er sich 1995 habilitierte. 1996 wurde er Professor an der Martin-Luther-Universität Halle-Wittenberg, 2003 ging er zur Universität Hamburg. Dort ist er auch am DESY tätig.
Er befasst sich mit supersymmetrischen Quantenfeldtheorien, Supergravitation und dessen Geometrie sowie mit Stringtheorie, insbesondere der effektiven Wirkung nach Kompaktifizierung der Extradimensionen des Niedrigenergiesektors und den kosmologischen Vorhersagen der Stringtheorie. Unter anderem untersuchte er in einem vereinheitlichenden Ansatz die Anti-de-Sitter-Hintergrundräume von Supergravitation und deren Modulräume mit Auswirkungen auf die AdS-CFT-Korrespondenz.
Seit 2016 ist Louis Vizepräsident der Universität Hamburg. 2005 war er Gründungsmitglied der Akademie der Wissenschaften in Hamburg.
2000 bis 2007 war er Sprecher des DFG-Schwerpunktprogramms Stringtheorie im Kontext von Teilchenphysik, Quantenfeldtheorie, Kosmologie und Mathematik und 2006 bis 2016 Sprecher des Sonderforschungsbereichs Particles, Strings and the Early Universe. Seit 2019 ist er Sprecher des Clusters Quantum Universe.